# Jazz West Coast
Le jazz West Coast (ou jazz de la côte ouest) est un genre musical de jazz pratiqué en Californie, aux États-Unis, par les musiciens, en majorité blancs dans les années 1950, plus précisément entre 1952 et 1958. La grande concentration de musiciens dans cette région, due en grande partie au travail offert par les studios de Hollywood alors en plein essor, permet l'éclosion d'une scène jazz très active. Au regard de la diversité des productions du jazz West Coast, la majorité des critiques et amateurs reconnaissent cependant une certaine parenté esthétique, au-delà de l'unité historique et géographique.

## Histoire

### Origines
La Californie, en particulier Los Angeles, est depuis le début du XXe siècle un des hauts lieux du jazz. Au début de la Seconde Guerre mondiale, la Californie connaît un fort boom économique et l'activité des clubs de jazz se fait plus intense. Les plus importants jazzmen américains passent alors jouer en Californie tel Charlie Parker qui y séjourne de 1945 à 1947. Los Angeles est surtout connu à l'époque pour sa scène dixieland mais le jazz moderne va finir par s'imposer au début des années 1950 dans de nombreux clubs comme le Trade Wings, Billy Berg's, Zardi's, Tyffany's ou le Surf Club.

### Développement
En 1952 est fondé à Los Angeles le label Pacific Jazz Records, qui produit de nombreux enregistrements de jazz West Coast. Parmi les musiciens qui enregistrent pour le label, on trouve Chet Baker, Gerry Mulligan, Paul Desmond, Joe Pass ou encore Gerald Wilson,. De grands orchestres « à la musique audacieuse » apparaissent, comme l'orchestre de Woody Herman avec son Second Herd et celui de Stan Kenton. Ces deux formations vont compter en leur sein beaucoup de futures vedettes du jazz West Coast. Ainsi derrière les pupitres de Kenton vont s'illustrer Art Pepper, Shelly Manne, Shorty Rogers, Bud Shank, Bob Cooper entre autres.
Quant au Second Herd de Woody Herman, il crée les premiers chefs-d'œuvre du mouvement avec Four Brothers (1947) de Jimmy Giuffre et Early Autumn (1949) arrangé par Ralph Burns contenant un solo d'anthologie de Stan Getz. Le principal apport de cet orchestre est le son révolutionnaire, léger et souple, de sa section d'anches, les fameux « Four Brothers » initialement nommés Four Mothers (pour motherfuckers) comprenant les saxophonistes ténor Stan Getz, Zoot Sims, Herbie Steward et le baryton Serge Chaloff.
Tous ces musiciens sont loin d'être tous originaires de Californie. Shelly Manne dira plus tard que « tous les musiciens de la West Coast venaient de New York ». Ils vont bientôt quitter les grands orchestres pour mener diverses expériences à formations variables, du trio au big band, tout en travaillant pour les studios de cinéma.
Leur point de ralliement est le Lighthouse d'Hermosa Beach à une trentaine de kilomètres de Los Angeles, où le bassiste Howard Rumsey organisait des jam sessions devenues mythiques. Trois leaders aux multiples talents s'imposent rapidement : Shorty Rogers, Shelly Manne et Jimmy Giuffre. Autour de ces trois hommes se crée une véritable communauté de musiciens créant un nombre important de disques souvent de grande qualité.
Shelly Manne a bien décrit l'atmosphère créatrice qui régnait à l'époque :

« Nous expérimentions sans cesse en nous servant de compositions écrites, il était impossible de dire où finissait la composition et où commençait l'improvisation. S'il s'est passé quelque chose de spécial à cette époque en Californie, c'est parce que nous étions un petit groupe de musiciens qui travaillions toujours ensemble, qui échangions des idées. Quand je faisais un disque, les autres étaient sur mon disque et quand ils faisaient un disque, j'étais dessus. Si le son était tellement particulier, reconnaissable, c'est qu'il venait du même groupe de gens. Quel que soit le leader, c'était le même son. (...) Nous étions très proches les uns des autres. D'abord parce que nous avions vécu ensemble les tournées des grands orchestres - Giuffre, Rogers et moi dans l'orchestre de Woody Herman, ou dans celui de Stan Kenton avec Bud Shank, Art Pepper, Shorty... Avant de nous installer sur la Côte Ouest, nous avions déjà passé des années ensemble. »

Un des premiers manifestes du mouvement est le disque Modern Sounds enregistré en octobre 1951 par Shorty Rogers and his Giants. Gerry Mulligan, à la marge du mouvement, remporte le succès avec son quartet sans piano avec Chet Baker en 1952. Shelly Manne, Shorty Rogers et Jimmy Giuffre utilisent la forme libre dans le disque précurseur The Three en 1954.
Les années 1960 sont moins favorables aux musiciens de jazz en Californie mais le club dirigé par Shelly Manne, le Shelly Manne's Hole, reste de 1960 à 1972 un des derniers bastion du jazz vivant à Los Angeles.

### California Hard
Bien que le jazz West Coast soit souvent comparé au style cool jazz, les musiciens de Los Angeles connus localement sous le nom de hard swingers, « soufflaient un bop aussi dur que tout ce qui émergeait de Detroit et de New York... » Plus tard, leur musique fut connue sous le nom de California Hard. Roy Carr note que cela n'est pas surprenant. À la fin des années 1940, la scène de Central Avenue comptait le plus grand nombre de musiciens bebop en dehors de New York. Max Roach et Clifford Brown, Shelly Manne et Curtis Counce ont créé des groupes au son plus dur à Los Angeles.

## Caractéristiques
Le mouvement West Coast se nourrit de diverses influences : la virtuosité et les innovations du bebop, le jeu détendu de Lester Young, les expériences pré-free de Lennie Tristano, l'efficacité du swing de Count Basie mais aussi les compositeurs classiques du XXe siècle, en particulier les impressionnistes français Debussy et Ravel. Les musiciens West Coast possèdent, pour la plupart, de sérieuses connaissances musicales acquises notamment auprès du Dr Wesley LaViolette, un théoricien du contrepoint et grand pédagogue. Tous ces éléments divers se mélangent avec un dosage différent selon les enregistrements.
Une des caractéristiques constantes de ces enregistrements est l'importance et le soin accordés aux arrangements. Musique écrite et liberté d'improvisation cohabitent avec bonheur. Un des apports du mouvement au jazz est l'introduction d'instruments quasiment inédits dans le jazz comme le cor, le tuba ou le hautbois, tous issus de la musique classique occidentale. Ainsi, de nombreux projets du mouvement prolongent l'esthétique du Birth of the Cool de Miles Davis tant au niveau du soin apporté à l'arrangement que de l'instrumentation.
Mais il est réducteur d'assimiler comme cela a été fait pendant longtemps West Coast et cool jazz car il n'est pas difficile de trouver des solistes et des enregistrements West Coast « hot ». Pour les solistes, on peut citer l'exemple du trompettiste Conte Candoli. On a pu dire (Hugues Panassié) à raison que le jazz West Coast était un jazz de blancs. En effet, peu de musiciens noirs, hors Curtis Counce, Leroy Vinnegar, Chico Hamilton, Buddy Collette et Hampton Hawes ont participé à l'essor du mouvement. La meilleure définition est peut-être celle, poétique, que donna Jacques Réda. Il se définit, selon lui, par « ceci d'indéfinissable et d'évident qui est un ton, un très spécifique ton West Coast qui ne s'affirme mieux que lorsque les voix singulières se croisent moelleusement dans la rumeur du groupe... »

## Groupes et artistes

### Formations principales
- Cal Tjader Quartet et Quintet
- Dave Pell Octet
- Gerry Mulligan Quartet
- Howard Rumsey's Lighthouse All Stars
- Jimmy Giuffre Trio
- Lennie Niehaus Octet
- Marty Paich Big Band
- Pete Rugolo and his Orchestra
- Shelly Manne and his Men
- Shorty Rogers and his Giants

### Musiciens
- Lee Konitz (saxophone alto)
- Paul Desmond (saxophone alto)
- Al Cohn (saxophone ténor)
- Shorty Rogers (trompette, bugle, arrangement)
- Jimmy Giuffre (saxophone ténor, baryton & soprano, clarinette, flûte, arrangement)
- Shelly Manne (batterie)
- Art Pepper (saxophone alto)
- Gerry Mulligan (saxophone baryton, piano, arrangement)
- Zoot Sims (saxophone ténor)
- Stan Getz (saxophone ténor)
- Chet Baker (trompette, chant)
- Bud Shank (saxophone alto, flûte)
- Bob Cooper (saxophone ténor, hautbois)
- John Graas (cor)
- Bill Perkins (saxophone ténor, baryton & soprano, flûte)
- Lennie Niehaus (saxophone alto, arrangement)
- Marty Paich (piano, arrangement)
- Conte Candoli (trompette)
- Lou Levy (piano)
- Herb Geller (saxophone alto & soprano)
- Richie Kamuca (saxophone ténor)
- Jack Montrose (saxophone ténor, arrangement)
- Chico Hamilton (batterie)
- Bob Gordon (saxophone baryton)
- Russ Freeman (piano)
- Jack Sheldon (trompette)
- Pete Jolly (piano)
- Bob Enevoldsen (trombone à pistons, saxophone ténor)
- Buddy Collette (saxophone alto & ténor, flûte, clarinette)
- Bill Holman (saxophone ténor, arrangement)
- Hampton Hawes (piano)
- Don Fagerquist (trompette)
- Claude Williamson (piano)
- Leroy Vinnegar (basse)
- Milt Bernhart (trombone)
- Howard Rumsey (basse)
- Chuck Flores (batterie)
- Frank Rosolino (trombone)
- Curtis Counce (basse)
- Stan Levey (batterie)
- June Christy (chant)
- Harold Land  (saxophone ténor)
- Cy Touff  (trompette basse)
- André Prévin  (piano, arrangement)
- Anita O'Day (chant)

## Discographie partielle
- 1949 : Keeper of The Flame : The Complete Capitol Recordings - Woody Herman
- 1951-1956 : West Coast Sounds - Shorty Rogers, Fresh Sounds, 2006 (comprend Modern Sounds, 1951 ; Cool and Crazy, 1953 ; Shorty Rogers courts the Count, 1954...)
- 1952-1957 : The Complete Pacific Jazz Records Recordings of The Gerry Mulligan Quartet with Chet Baker
- 1953 : Sunday Jazz à la Lighthouse - Howard Rumsey's Lighthouse All-Stars, Contemporary Records
- 1953 : The Chet Baker Quartet Featuring Russ Freeman, Pacific Jazz Records
- 1953 :  Easy Like - Barney Kessel, Contemporary Records
- 1953-1955 : Shelly Manne & His Men, Vol. 1 : The West Coast Sound, Contemporary Records
- 1953-1955 : Something Cool - June Christy, Capitol Records
- 1954 : The Three & The Two - Shelly Manne, Contemporary Records
- 1954-1955 : The Cool One - Jimmy Giuffre, Giant Steps, 2006
- 1954-1956 : Lighthouse All-Stars Vol. 4 : Oboe/Flute - Howard Rumsey, Contemporary Records
- 1954-1956 : Zounds - Lennie Niehaus, Fantasy
- 1955 : West Coast Jazz - Stan Getz, Verve Records
- 1956 : Picture of Heath (aussi paru sous le nom Playboys) - Chet Baker & Art Pepper, Pacific Jazz Records
- 1956 : Lighthouse All-stars : Music For Lighthousekeeping - Howard Rumsey, Contemporary Records
- 1956 : The Steamer - Stan Getz, Verve
- 1956-1957 : Modern Art - Art Pepper, Blue Note
- 1957 : The Poll Winners with Ray Brown and Shelly Manne - Barney Kessel
- 1959 : Art Pepper+Eleven : Modern Jazz Classics, Contemporary Records
- 1959 : Modern Touch - Marty Paich
- 1959 : Shelly Manne & His Men at the Blackhawk Vols 1-5, Contemporary Records